# Balgstedt

Wappen derer von Balgstedt

Die Familie von Balgstedt, auch Balgstädt, war ein edles, uradliges, thüringisches Geschlecht, das mit der Familie von Breitenbauch stammes- und wappenverwandt war. Es war im Mansfeldischen und Querfurtischen begütert und gehörte zu den Vasallen der Grafen von Rabenswald. 

## Geschichte
Es benannte sich nach dem gleichnamigen Ort Balgstädt an der Unstrut, wo es auf dem Edelhof seinen Stammsitz hatte und wurde erstmals 1152 mit den Gebrüdern Ulrich und Friedrich von Balgstedt in einer Naumburger Urkunde genannt. 
1218 werden der Ministeriale Ulricus de Balgestete und Agathe von Balgstedt erwähnt. Rudolph von Balgstedt befand sich im Juni 1227 im Gefolge des Kreuzzugs Friedrichs II. unter Landgraf Ludwig von Thüringen. Die Gebrüder Friedrich und Ulrich von Balgstedt werden 1252 als stifts-naumburgische Vasallen bezeichnet. Ulrich und Hermann sowie deren Schwester Kunigunde (Witwe des Dietrich von Gößnitz) werden 1269 in einer Rabenswalder Urkunde, Ritter Ulrich 1270, die Gebrüder Ulrici und Friedricus de Balgestete werden nochmal 1275 und 1278, die Gebrüder Fridericus, Hermannus et Conradus dicti de Balchstete 1287 erwähnt. 
Hermann de Baligestet erscheint 1349 als Lehnsinhaber von reichem Grundbesitz in Nebra, u. a. die drei wüsten Dörfer Birkigt, Kriebsdorf und Benndorf und weitere Besitzungen in der Umgegend, und ist dort wohl auch markgräflicher Vogt der Burg Nebra. Friedrich von Balgstedt, offenbar sein Bruder, hatte ebenfalls Güter vom Markgrafen zu Lehen. Die Gebrüder von Balgstedt werden noch 1375 und Johann von Balgstedt 1381 bezeugt.
Später trieben die Herren von Balgstedt Wegelagerei, weshalb ihre Wasserburg von Markgraf Friedrich dem Streitbaren und dessen Bruder Wilhelm 1397 abgebrochen wurde. Noch 1422 lag die Burg Balgstedt in Trümmern. Die Balgstedt blieben aber in der Gegend und 1434 wird „Ulrich von Balgistet da selbst wohnhaftig“ genannt. Die Familie war mit den Knutonen verschwägert. 
In Freyburger Urkunden treten ferner als Zeugen auf: 1438 Klaus von Balgstedt, 1442 Klaus und Walther von Balgstedt. 1446 werden die von Balgstedt von Herzog Wilhelm mit Wolfingsdorf (Wilsdorf) belehnt. Endlich erscheint 1475 ein Walther von Balgstedt als Vogt in Schraplau. Mit ihm verlieren sich die Spuren des Geschlechts; es scheint bald darauf ausgestorben zu sein.

## Wappen
Das Wappen zeigt drei goldene Sparren auf rotem Grund. Auf älteren Siegeln sind die Sparrenwappen bei den von Balgstedt und den von Breitenbuch gleich.